# Équipe du Mali de football
Cet article traite de l'équipe masculine. Pour l'équipe féminine, voir Équipe du Mali féminine de football.
Maillots
Actualités
L'équipe du Mali de football est constituée par une sélection des meilleurs joueurs maliens sous l'égide de la Fédération malienne de football.

## Historique
Les performances des Aigles du Mali sont liées, directement ou indirectement, au contexte politique. C’est surtout vrai pour la période de la dictature de Moussa Traoré.

### Des débuts au sommet du football africain (1954-1972)

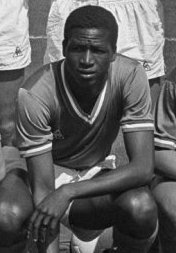
Salif Keita en 1968

Avant l’indépendance, le Soudan français (nom actuel du Mali à l’époque coloniale) joue au moins une fois contre la Côte-d’Ivoire en 1954 (défaite 4 à 0), contre le Togo français en 1955 (défaite 2 à 1), et contre la Haute-Volta (nom actuel du Burkina Faso) en 1958 (score inconnu).
En 1959, le Soudan français et le Sénégal forment la fédération du Mali, les Maliens jouent en avril 1960 contre la République centrafricaine (victoire 4 buts à 3), cette rencontre est le premier match officiel reconnu par la FIFA pour le Mali, puis contre le Cameroun (défaite 3 buts à 2).
En juin 1960, la fédération du Mali obtient son indépendance vis-à-vis de la France. La même année, se tient la deuxième édition de la Coupe d'or Kwame Nkrumah (du nom du dirigeant ghanéen, Premier ministre puis Président), une compétition internationale réunissant des pays du Nord-Ouest de l'Afrique noire et se présentant en deux étapes, une phase de qualifications jouée dans les pays concernés puis les quatre qualifiés jouant les demi-finales et la finale dans un pays hôte. Avant l'éclatement de la fédération du Mali, les Maliens participent aux qualifications de cette Coupe Nkrumah et remportent une victoire 1 à 0 face à la Sierra Leone le 10 juillet 1960 à Bamako grâce à un but inscrit par Karounga Kéïta.
Après l’éclatement de la fédération du Mali en août 1960 et l’indépendance des deux pays qui la composaient chacun de leur côté, l’ex-Soudan français prend le nom de république du Mali et la nouvelle équipe nationale joue au Nigéria ses deux premiers matchs internationaux contre le Ghana le 2 octobre 1960 (défaite 4 buts à 1 ou 5 buts à 1, but malien de Moussa Diallo) en demi-finale de la Coupe Nkrumah puis contre le Nigeria le 5 octobre 1960 à Lagos en match amical où elle remporte une première victoire 3 buts à 2 (équipe composée notamment d’Abdoulaye Traoré dit M'Baye Élastique, Bouaré, Oumar Traoré, Labass, Bakaridian Samaké, Seydou Daw, Abdoulaye Diawara "Blocus", M'Baye Niambélé, Boubacar Touré et Karounga Kéïta).
Le Mali est finaliste de la troisième édition de la Coupe d'or Kwame Nkrumah en 1963 et s'incline en finale 4-0 contre le Ghana à Accra. Il avait remporté précédemment sa demi-finale 3 buts à 1 (triplé de Karounga Kéïta) contre le Sénégal le 24 février 1963 dans la première rencontre entre le Mali et le Sénégal depuis la séparation de la fédération du Mali (Union Soudan - Sénégal) le 20 août 1960. L'équipe est notamment composée de Ousmane Traoré "Ousmanebléni", Abdoulaye Diawara “Blocus”, du gardien Abdoulaye Traoré "Elastic".
Le Mali participe ensuite aux éliminatoires de la CAN 1965.
En 1965, le Mali est finaliste des jeux africains de Brazzaville au Congo et s'incline en finale contre le pays organisateur (aux corners 7-2 comme le prévoyait le règlement après un 0-0 au terme des prolongations).
Le fait d’armes le plus remarquable du Mali intervient pour sa première participation à une Coupe d'Afrique des nations de football. Le Mali, entrainé par Karl-Heinz Weigang, atteint en effet la finale de la CAN 1972, et s'incline à Yaoundé face au Congo 3 buts à 2. Fantamady Keita est le meilleur buteur de cette édition.

### La décadence du football malien (1972-1994)
Cette décadence intervient sous l’époque de la dictature militaire (1968-1991).
Pendant des années, le Mali ne participe à aucune phase finale de compétition internationale, il ne se qualifie même pas pour une Coupe d'Afrique (il la rate sportivement ou ne s'inscrit pas). Il est même exclu pour une année des compétitions interafricaines par la CAF, à la suite des menaces proférées contre le corps arbitral par le colonel Tiécoro Bagayoko, alors membre du Comité militaire de libération nationale et directeur des services de sécurité. C’est sous cette période que le Mali enregistre sa plus grosse victoire contre la Mauritanie, le 1er mai 1975, sur le score de 6 à 0, et aussi une des plus larges défaites contre l’Algérie, le 13 novembre 1988, sur le score de 7-0. En 1989, le Mali remporte pour la première fois le Tournoi des Quatre Nations ou Coupe Amílcar Cabral.
Après le renversement de la dictature militaire en 1991, le Mali revient sur le plan continental.

### Une éclaircie et des échecs (1994-2002)
Le Mali se qualifie pour la Coupe d’Afrique des Nations, après une absence de 22 années. Il termine à la quatrième place de cette compétition en 1994,.
En 1997, il remporte une seconde fois le Tournoi des Quatre Nations. Le 5 septembre 1997, le Mali enregistra une des plus larges défaites contre le Koweït sur le score de 8 buts à 1.
Entre 1996 et 2000, le Mali manque trois coupes d'Afrique successives. 
Le Mali ne parvient ainsi pas à se qualifier pour la Coupe d'Afrique 1996 en Afrique du Sud, ni pour la Coupe d'Afrique 1998 au Burkina Faso et ni enfin la Coupe d'Afrique 2000 au Ghana et au Nigeria.
Néanmoins en 1999, le Mali s'illustre par sa troisième place à la coupe du monde des moins de 20 ans au Nigeria, qui voit émerger des joueurs tels Seydou Keita (meilleur joueur de la compétition) et Mahamadou Dissa (meilleur buteur).

### Un retour au sommet du football africain (2002 à 2004)
En 2002, le Mali organise la coupe d'Afrique des nations et crée la surprise à domicile en atteignant les demi-finales malgré des ambitions limitées. Les Maliens sont appelés les tueurs de bafana après avoir éliminé en quarts de finale l'Afrique du Sud (2-0) grâce aux buts de Bassala Touré et Dramane Coulibaly. En demi-finale ils s'inclinent lourdement (3-0) face au Cameroun futur vainqueur de la compétition et terminent 4e après leur défaite face au Nigeria (1-0).
En 2004 le Mali se qualifie pour la Coupe d'Afrique en terminant 1er de son groupe de qualification devant le Zimbabwe qu'il dépasse à la différence de buts. Durant cette Coupe d'Afrique, il atteint à nouveau les demi-finales mais s'incline encore lourdement (4-0) face au Maroc et termine quatrième après sa défaite, encore une fois, face au Nigeria (2-1). Frédéric Kanouté se distingue lors de cette CAN en figurant dans l'équipe-type du tournoi et comme meilleur buteur.
Le Mali remporte à domicile à Bamako la coupe Laurent Gbagbo de l'Unité UFOA en 2005,.

### Gâchis et déceptions (2006 à 2010)
Après ses résultats satisfaisants dans l'ensemble, le Mali commence à enchainer des mauvais résultats malgré une génération de joueurs exceptionnels dans leurs clubs respectifs tels Frédéric Kanouté (FC Séville), Mamadou Diarra (Real Madrid), Momo Sissoko (Juventus FC), Seydou Keïta (FC Barcelone).
En 2006, l'objectif du Mali est de se qualifier pour une première participation à une coupe du Monde, mais le Mali ne se qualifie même pas pour la coupe d'Afrique en terminant avant-dernier de son groupe de qualification.

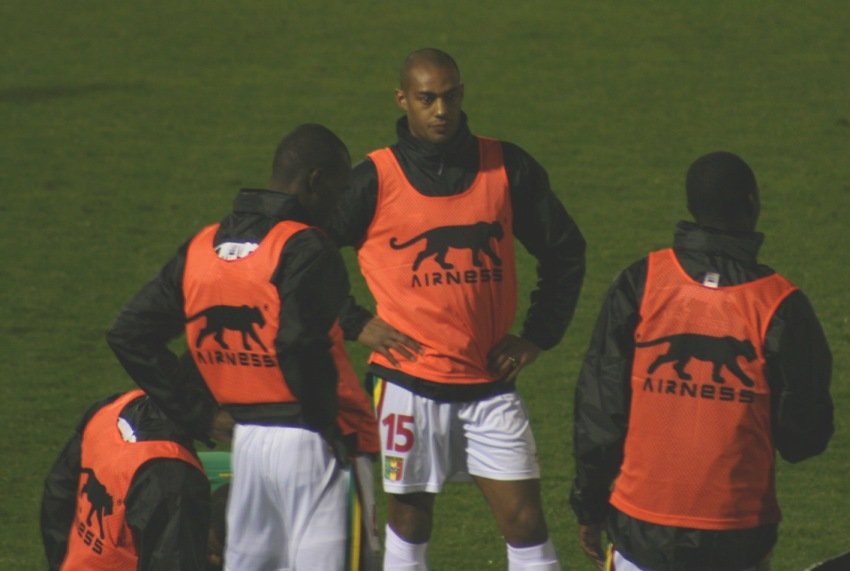
L'équipe du Mali de football lors du match amical Mali-Lituanie au Stade de Marville - La Courneuve (France) le 6 février 2007

En 2007, le Mali remporte pour la troisième fois la Coupe Amilcar Cabral.
En 2008, le Mali se qualifie de nouveau pour une coupe d'Afrique en terminant premier de son groupe après notamment sa victoire lors de la dernière journée sur la pelouse du Togo (2-0).
Pour cette Coupe d'Afrique son groupe est constitué du Bénin, du Nigeria et de la Côte d'Ivoire. Après une victoire face au Bénin (1-0), un match nul face au Nigeria (0-0), le Mali s'incline lourdement face à la Côte d'Ivoire (3-0) et est éliminé pour la première fois de son histoire dès le 1er tour,.  

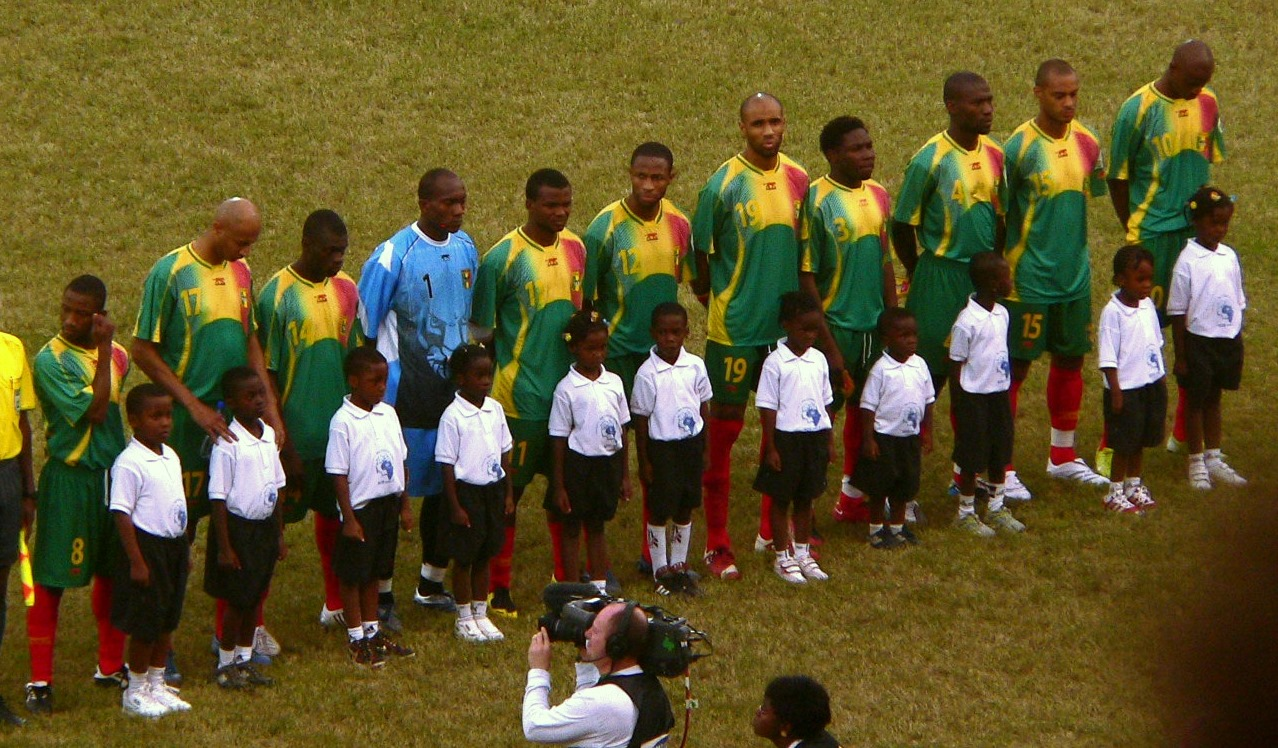
L'équipe du Mali de football à la CAN 2008 avant son match contre la Côte d'Ivoire à Accra au Ghana

Avec ses joueurs locaux, le Mali est finaliste du tournoi de l'UEMOA en 2008 (défaite contre la Côte d'Ivoire).
En 2010 le Mali est engagé au deuxième tour de qualification  à la coupe du monde et termine premier de son groupe malgré quelques défaites surprenantes (Soudan, Congo). Le Mali se qualifie alors pour le troisième et dernier tour de qualification dans un groupe composé du Ghana, du Bénin et du Soudan. Le Mali ne termine que troisième de son groupe et termine à 4 points du Ghana et d'une qualification historique en Coupe du monde mais se qualifie malgré tout pour la Coupe d'Afrique.
Cette coupe d'Afrique fut encore une déception, tombé dans le groupe de l'Angola (pays organisateur), de l'Algérie et du Malawi, le Mali ne dépasse pas à nouveau le 1er tour. Après avoir été mené (4-0), le Mali réalise un match nul contre l'Angola (4-4), il perd contre l'Algérie (1-0) et bat le Malawi (3-1). Le Mali termine troisième de son groupe à 1 point de l'Angola et à égalité de points avec l'Algérie (défaite face à l'Algérie) et ne se qualifie donc pas pour les quarts de finale,,.

### La rédemption du football malien (2010-2013)[27]
Avec ses joueurs locaux, le Mali est finaliste du tournoi de l'UEMOA en 2011 (défaite contre le Sénégal). Il bat la même année le Brésil à Rio de Janeiro lors d'un match amical pour la première fois (2-0).

Composition des équipes lors du match pour la 3e place entre le Mali et le Ghana lors de la CAN 2012.

Après l'échec de la Coupe d’Afrique des nations 2010, Alain Giresse est nommé sélectionneur du Mali après le limogeage de Stephen Keshi. Il débute mal les éliminatoires de la CAN 2012 avec une défaite face au Cap-Vert(1-0) mais il gagne dans le retour (3-0) se relance à la suite d'une courte victoire face au Liberia (2-1). Il enchaîne avec un match amical face au RD Congo qu'il gagne avec succès (3-1) puis une courte défaite face aux Éléphants de la Côte d'Ivoire.
Pour l'édition 2012 de la CAN, Seydou Keita est le porteur du brassard de capitaine. Alain Giresse compte néanmoins des absents dont Mohamed Sissoko (carrière internationale mise entre parenthèses), Mahamadou Diarra (sans club), Adama Coulibaly, Sigamary Diarra, Amadou Sidibé, Mahamane Traoré, Mohamed Fofana et Khalilou Traoré (tous blessés).
La compétition commence pour le mieux puisque les Maliens s'imposent 1-0 face à la Guinée avant de s'incliner face au favori du groupe, le Ghana (2-0). C'est contre le Botswana et grâce à un but de son capitaine, Seydou Keita, que le Mali obtient son billet pour les quarts. Face à l'organisateur gabonais, Keita et les siens n'ont d'autre choix que d'aller aux tirs au but, et c'est encore le no 12 et capitaine qui envoie les siens au tour suivant en réussissant le dernier tir. Sur le chemin de Keita se dresse alors l'ultime favori à la victoire, Côte d'Ivoire de Didier Drogba. Les demi-finales ne réussissent toujours pas aux Aigles puisqu'ils doivent s'incliner sur le plus petit des écarts, 1-0. L'autre grand déçu de la compétition, le Ghana, déjà affronté en phase de poule, se retrouve face à Keita et les siens pour la 3e place, mais cette fois-ci, les Maliens s'imposent et terminent sur la 3e marche du podium grâce à une victoire 2-0,.
Cheick Diabaté termine co-meilleur buteur de la compétition avec 3 buts. Adama Tamboura et Seydou Keita figurent dans le 11 de l'équipe type de la CAF pour cette CAN 2012, alors que Cheick Diabaté figure lui parmi les remplaçants. Samba Diakité (23 ans) s'est aussi illustré pendant cette épreuve. Le gardien du Stade malien Soumbeyla Diakité réalise une excellente prestation face à la Guinée.
Le Mali remonte sur un podium de la CAN après 40 années, en gagnant pour la première fois la petite finale, précédemment perdue en 1994, 2002 et 2004. Encore une triste défaite pour Mali qui s'incline 4-1 face au Nigeria lors des CAN le 6 février 2013.

### Les compétitions  (2012-2014)
Au mois de mai, Alain Giresse quitte son poste de sélectionneur du Mali malgré la troisième place à la CAN 2012, faute d'un accord avec la fédération sur un nouveau contrat. Son adjoint Amadou Pathe Diallo reprend alors ses fonctions. Puis Patrice Carteron est nommé comme nouveau sélectionneur en juillet.

#### Qualifications pour la coupe du monde 2014
À partir de juin 2012, le Mali participe au 2e tour des qualifications pour la coupe du monde 2014 face à l'Algérie, au Bénin et au Rwanda. Les aigles finissent deuxième de leur groupe et ne se qualifient pas pour le Mondial 2014.

#### Qualifications pour la coupe d'Afrique des Nations 2013
Le Mali se qualifie pour la CAN 2013 en octobre face au Botswana,.

#### Coupe d'Afrique des Nations 2013
La CAN 2013 intervient alors qu'une guerre se déroule sur le territoire du Mali. Le Mali apparaît comme un favori de son groupe avec le Ghana et outsider de la compétition. Pour cette CAN, l'équipe du Mali déplore notamment l'absence du joueur de Fulham Mahamadou Diarra, blessé au genou ou de Bakaye Traoré de l’AC Milan, victime de son très faible temps de jeu avec le club lombard. La sélection enregistre le retour de Mohamed Sissoko du PSG. Sambou Yatabaré déserte la sélection après deux matchs du premier tour, faute de temps de jeu. Le Mali se qualifie néanmoins pour le second et élimine, à nouveau, le pays organisateur (l'Afrique du Sud) aux tirs au but. À nouveau, le Mali est défait en demi-finale par le Nigéria, futur vainqueur (4-1) avant de s'imposer, encore, contre le Ghana sur le score de 3 buts à 1.
Qualifications pour la coupe d'Afrique des Nations 2025
En novembre 2024 les aigles du Mali obtiennent leur qualification pour la phase finale de la CAN Maroc 2025 en s'imposant à Maputo sur leur homologue du Mozambique (1-0).

### Échecs cuisants en Coupe d'Afrique et en éliminatoires de la Coupe du monde (2015-2023)
Le 20 janvier 2015, le Mali entame sa campagne de CAN 2015 en Guinée-Équatoriale dans le groupe D face au Cameroun par un match nul 1-1. Lors de la 2e journée et la 3e journée, les Maliens sont accrochés par la Cote d'Ivoire et la Guinée par le même score. La qualification pour les 1/4 de finale entre le Mali et la Guinée se décide par tirage au sort car les deux équipes ont la même différence de buts et le sort choisit la Guinée, mettant alors fin au parcours des Aigles. À la suite de cette élimination, Henryk Kasperczak quitte la sélection et est remplacé par Alain Giresse, déjà sélectionneur du Mali entre 2010 et 2012.
Pour la Coupe d'Afrique 2017, le Mali se retrouve dans le groupe D avec l'Égypte, le Ghana et l'Ouganda. Après un encourageant match nul 0-0 face à l'Égypte, les maliens s'inclinent lors du match suivant 1-0 face au Ghana avant de concéder le match nul 1-1 contre l'Ouganda, mettant fin à leur aventure gabonaise. En parallèle, les Aigles du Mali sont engagés dans les éliminatoires de la Coupe du monde 2018 et finissent dernier de leur groupe de qualification (4 matchs nuls, 2 défaites) avec notamment une large défaite 6-0 contre le Maroc. Alain Giresse est limogé quelques jours plus tard avec un bilan de 8 victoires, 7 matchs nuls et 6 défaites. Les aigles se qualifient pour la CAN 2019 en Égypte.  Reversé dans le groupe E avec la Tunisie, la Mauritanie et l'Angola. Les maliens écrasent d'entrée la Mauritanie 4-1, suit alors un match nul 2-2 contre la Tunisie et une victoire contre l'Angola. Leader de ce groupe, le Mali se dévoile alors comme un des grands favoris à la victoire finale. En 8es de finale, ils tombent sur la Côte d'Ivoire (défaite 1-0) dans ce derby ouest africain pourtant à la portée des aigles. Lors de la Coupe d'Afrique des nations 2021 au Cameroun, les Maliens  firent face au 1er tour à la Tunisie, la Gambie et la Mauritanie. 3 victoires en 3 matchs pour  les Aigles qui comme en 2019 se distinguèrent parmi les favoris. Malheureusement, ils sombrèrent en 8es de finale face à la Guinée Équatoriale  pourtant l'un des grands outsiders de la compétition. Le Mali échoua par la suite à se qualifier pour la Coupe du monde 2022 au Qatar en barrages contre la Tunisie.

## Sélectionneurs et entraîneurs
- 1960 - 1966 :  Ben Oumar Sy[50]
- ? - 1970 :  György Tóth (en)
- 1970 - 1973 :  Karl-Heinz Weigang
- 1979 - 1987 :  Nikolaï Golovko (en)
- 1982 - 1986 :  Manfred Steves
- ? - 1989? :  Kidian Diallo
- ? - 1993 :  Molobaly Sissoko
- 1993-1997 :  Mamadou Keïta
- février 1998- avril 2000 :  Christian Sarramagna
- juillet 2000- octobre 2001 :  Romano Mattè
- octobre 2001-2002 : / Henryk Kasperczak
- 2002-2003 :  Christian Dalger
- septembre 2003-mars 2004 :  Henri Stambouli
- avril 2004 - juillet 2004 :  Alain Moizan
- août 2004 - février 2005 :  Mamadou Keïta
- mars 2005 - juin 2006 :  Pierre Lechantre
- juin 2006 :  Christian Sarramagna
- juillet 2006-2009 :  Jean-François Jodar
- mars 2008 - janvier 2010 :  Stephen Keshi
- mai 2010 - mai 2012 :  Alain Giresse
- juin 2012 :  Amadou Pathé Diallo (intérim)
- juillet 2012 - mai 2013 :  Patrice Carteron
- mai 2013 - décembre 2013 :  Amadou Pathé Diallo (Intérim)
- décembre 2013 - mars 2015 :  Henryk Kasperczak
- mars 2015 - septembre 2017 :  Alain Giresse
- septembre 2017-juillet 2019 :  Mohamed Magassouba (Intérim)
- octobre 2019-mars 2022 :  Mohamed Magassouba
- mai 2022-juin 2024 :  Éric Chelle
- août 2024- :  Tom Saintfiet

## Palmarès

### Classement FIFA
| Année              | 1993 | 1994 | 1995 | 1996 | 1997 | 1998 | 1999 | 2000 | 2001 | 2002 | 2003 | 2004 | 2005 | 2006 | 2007 | 2008 | 2009 | 2010 | 2011 | 2012 | 2013 | 2014 | 2015 | 2016 | 2017 | 2018 | 2019 | 2020 |
| ------------------ | ---- | ---- | ---- | ---- | ---- | ---- | ---- | ---- | ---- | ---- | ---- | ---- | ---- | ---- | ---- | ---- | ---- | ---- | ---- | ---- | ---- | ---- | ---- | ---- | ---- | ---- | ---- | ---- |
| Classement mondial | 70   | 52   | 52   | 67   | 80   | 70   | 72   | 98   | 112  | 73   | 54   | 51   | 63   | 36   | 46   | 45   | 47   | 67   | 67   | 25   | 45   | 50   | 62   | 60   | 72   | 64   | 56   | 57   |
| Classement Afrique |      |      |      |      |      |      |      |      |      |      |      |      |      |      |      |      |      | 13   | 15   | 3    | 7    | 11   | 12   | 11   | 14   | 10   | 9    | 9    |

### Parcours enCoupe du monde
| Année | Position      |      | Année       | Position |                   | Année | Position |
| 1930  | Non inscrit   | 1970 | Non inscrit | 2002     | Tour préliminaire |       |          |
| 1934  | Non inscrit   | 1974 | Non inscrit | 2006     | Tour préliminaire |       |          |
| 1938  | Non inscrit   | 1978 | Non inscrit | 2010     | Tour préliminaire |       |          |
| 1950  | Non inscrit   | 1982 | Non inscrit | 2014     | Tour préliminaire |       |          |
| 1954  | Non inscrit   | 1986 | Non inscrit | 2018     | Tour préliminaire |       |          |
| 1958  | Non inscrit   | 1990 | Non inscrit | 2022     | Tour préliminaire |       |          |
| 1962  | Non inscrit   | 1994 | Forfait     | 2026     | À venir           |       |          |
| 1966  | Non qualifiée | 1998 | Forfait     |          |                   |       |          |

### Parcours enCoupe d'Afrique
| Année | Position          |      | Année             | Position |                    | Année | Position |
| 1957  | Non inscrit       | 1982 | Tour préliminaire | 2006     | Tour préliminaire  |       |          |
| 1959  | Non inscrit       | 1984 | Tour préliminaire | 2008     | 1er tour           |       |          |
| 1962  | Non inscrit       | 1986 | Tour préliminaire | 2010     | 1er tour           |       |          |
| 1963  | Non inscrit       | 1988 | Tour préliminaire | 2012     | Demi-finale (3e)   |       |          |
| 1965  | Tour préliminaire | 1990 | Tour préliminaire | 2013     | Demi-finale (3e)   |       |          |
| 1968  | Tour préliminaire | 1992 | Tour préliminaire | 2015     | 1er tour           |       |          |
| 1970  | Tour préliminaire | 1994 | Demi-finale (4e)  | 2017     | 1er tour           |       |          |
| 1972  | Finaliste         | 1996 | Tour préliminaire | 2019     | Huitième de finale |       |          |
| 1974  | Tour préliminaire | 1998 | Tour préliminaire | 2021     | Huitième de finale |       |          |
| 1976  | Tour préliminaire | 2000 | Tour préliminaire | 2023     | Quart de finale    |       |          |
| 1978  | Non inscrit       | 2002 | Demi-finale (4e)  | 2025     | À venir            |       |          |
| 1980  | Non inscrit       | 2004 | Demi-finale (4e)  | 2027     | À venir            |       |          |

### Jeux olympiques
- 2004 : quarts de finale

### Jeux africains
- 1965 :  Finale

### Coupe Amílcar Cabral[52]
- 1989, 1997, 2007 : Vainqueur
- 1979, 1981, 1987, 1988 : Second

### Tournoi de l'UEMOA
- 2008, 2011, 2016 : Finaliste

### Tournoi Black Stars
- 2001 : Vainqueur

### Coupe d'or Kwame Nkrumah
- 1963 : Finale

### Coupe Laurent Gbagbo de l'Unité UFOA
- 2005 : Vainqueur

## Supporteurs
L'entraîneur Karl-Heinz Weigang fit confectionner des survêtements un rapace sur le dos et des journalistes y virent des Aigles. Ainsi l'appellation "Aigles du Mali" est apparue dans le journal L'Essor du 30 juin 1971.
L’Association pour le soutien aux aigles du Mali (ASPAM) est une association d’intérêt général créée le 5 octobre 2006 afin de soutenir l’équipe nationale de football. Elle a mené des actions pour lutter contre la violence et les propos racistes dans les stades et leurs alentours et de mobilisation des jeunes supporters.

## Anciens joueurs de l'équipe nationale
- Les anciennes gloires de l'équipe nationale[54] :
  - Premières années :
    - Karounga Kéïta

  - CAN 1972 :
    - Salif Keita (13 sélections et 11 buts avec l'équipe du Mali entre 1963 et 1972, Ballon d'or africain 1970)
    - Fantamady Keita (meiileur buteur de la CAN 1972)
    - Bakoroba Touré
    - Ousmane Traoré "Ousmanebléni"
    - Mamadou Keita "Capi"
    - Moussa Traoré
    - Kidian Diallo

  - CAN 1994 :
    - Amadou Pathe Diallo
    - Ousmane Farota
    - Fernand Coulibaly
    - Yatouma Diop

  - Années 2000 :
    - Mamadou Bagayoko
    - Adama Coulibaly
    - Bassala Touré
    - Frédéric Kanouté (Joueur africain de l'année 2007, meiileur buteur de la CAN 2004)
    - Mohamed Sissoko
    - Mahamadou Sidibé
    - Adama Tamboura
    - Mahamadou Diarra
    - Seydou Keita (Meilleur joueur de la Coupe du monde des moins de 20 ans 1999, Soulier de bronze africain 2007)

| Rang | Joueur             | Carrière  | Sélections |
| ---- | ------------------ | --------- | ---------- |
| 1    | Seydou Keita       | 1998-2015 | 102        |
| 2    | Mahamadou Sidibé   | 1995-2010 | 97         |
| 3    | Bassala Touré      | 1992-2008 | 95         |
| 4    | Adama Tamboura     | 2004-2015 | 89         |
| 5    | Adama Coulibaly    | 1997-2014 | 87         |
| 6    | Soumaïla Coulibaly | 1995-2009 | 83         |
| 7    | Mahamadou Diarra   | 1998-2012 | 73         |
| 8    | Djigui Diarra      | 2015-     | 59         |
| 9    | Modibo Maïga       | 2007-2016 | 58         |
| 9    | Hamari Traoré      | 2015-     | 58         |

| Rang | Joueur             | Carrière  | Buts |
| ---- | ------------------ | --------- | ---- |
| 1    | Seydou Keita       | 1998-2015 | 25   |
| 2    | Frédéric Kanouté   | 2004-2010 | 23   |
| 3    | Bassala Touré      | 1992-2008 | 17   |
| 4    | Cheick Diabaté     | 2005-2016 | 15   |
| 5    | Soumaïla Coulibaly | 1995-2009 | 14   |
| 5    | Yaya Dissa         | 1995-2001 | 14   |
| 7    | Ibrahima koné      | 2017-     | 13   |
| 8    | Modibo Maïga       | 2007-2016 | 12   |
| 9    | Salif Keïta        | 1964-1972 | 11   |
| 10   | Mamadou Diallo     | 2001-2010 | 10   |